# Operaciones con archivos (informática)
Los archivos informáticos son el medio de que disponemos para almacenar información no volátil en un dispositivo de almacenamiento. Los Sistemas de archivos de que disponen los sistemas operativos disponen de mecanismos para que un usuario pueda manipular los archivos (seleccionar, editar, ejecutar, borrar, ...). Desde el punto de vista de un programador un archivo es un medio para poder leer datos de entrada para su programa o donde poder guardar los resultados de su ejecución. Todo lenguaje de programación debe disponer de algún mecanismo para que el programador pueda manipular archivos desde un programa. Estos mecanismos pueden ser más o menos sofisticados o versátiles dependiendo del lenguaje de programación que estemos considerando, pero deben haber unas funciones básicas para poder acceder a un archivo, estas son:
- Lectura (consulta).- Esta operación consiste el leer la información contenida en fichero sin alterarla.
- Escritura (modificación).- Consiste en actualizar el contenido del fichero bien añadiéndole nuevos datos o borrando parte de los que contenía.
- Apertura.- Antes de acceder a un fichero, tanto para consultar como para actualizar su información, es necesario abrirlo. Esta operación se debe realizar previamente a las operaciones de lectura o escritura.
- Cierre.- Cuando se ha terminado de consultar o modificar un fichero, del mismo modo que se tuvo que abrir para realizar alguna operación de lectura/escritura sobre él.